# Lego Super Mario
Lego Super Mario er en produktlinje produceret af den danske legetøjskoncern LEGO, der blev introduceret 2020. Temaet er baseret på platformspillet Super Mario og indeholder figurer fra serien. Den blev lanceret som et samarbejde mellem Lego og Nintendo i forbindelse med fejringen af 35-års jubilæet for Super Mario.